# Snog Marry Avoid?
Snog Marry Avoid? (Nederlandse titel: Lust, Liefde of Laten Lopen?) is een voormalig programma van de British Broadcasting Corporation (BBC) waarin uitbundig geklede mensen een make-under kregen. Het programma werd uitgezonden van 2008 tot 2013 op BBC Three;  Jenny Frost, voormalig Atomic Kitten-zangeres, presenteerde de eerste vier seizoenen, Ellie Taylor de laatste twee.

## Achtergrond
In het programma was een belangrijke rol weggelegd voor de POD (Personal Overhaul Device), een computer die 'aanvoelt' wanneer schoonheid echt is of nep. Voorbijgangers op straat kregen een foto van de bewuste kandidaat te zien met de meerkeuzevraag "Would you snog, marry or avoid him/her?"; met andere woorden of ze met de kandidaat zouden zoenen, trouwen of hem/haar uit de weg gaan. De meesten antwoordden het laatste en schatten een hogere leeftijd in, maar dat veranderde nadat de kandidaat zich van alle overbodigheden, zoals haarextensies, valse wimpers en dikke lagen make-up, ontdeed voor de metamorfose (veelal gebaseerd op het uiterlijk van sterren). Drie maanden ging Frost bij de kandidaten langs om te kijken of de metamorfose stand hield.
Vanaf het tweede seizoen oordeelde de POD ook bekende(re) Britten; onder anderen it-girls en deelnemers aan Big Brother en X Factor).
In het vijfde seizoen trok Taylor door het Verenigd Koninkrijk met de eerste Snog Marry Avoid?-roadshow, en werd de metamorfose voortaan zelf bedacht door de POD. In de laatste twee seizoenen presenteerden de kandidaten hun nieuwe look door over de catwalk te paraderen.
Net zoals dat met andere BBC-programma's het geval is werden de previews op YouTube gepost; een van de meest bekeken Snog Marry Avoid-filmpjes- over Scotland's No.1 Male Barbie - trok wereldwijd de aandacht nadat blogger Perez Hilton het op zijn Twitterpagina had gezet. De meest bekeken video is de metamorfose van X-Factor-kandidate Chloe Victoria Mafia.

## Buitenlandse versies

### Nederland
- In 2013 kwam RTL 5 met de Nederlandse versie Lust, Liefde of Laten Lopen, gepresenteerd door Patty Brard waarin ook bekendere mensen voorkwamen zoals mediapersoonlijkheden Michella Kox en Louisa Janssen.

### Overige landen
- Eind 2008 zond Pro7 de Duitse versie uit onder de titel Love Date or Hate waarin de POD werd omgedoopt in Stylomat. Het ging hier echter om een item van het showbizzprogramma Red!, dat begin 2009 van het scherm werd gehaald wegens vernietigende reacties.
- Een Russische versie op Muz-TV heet Косметический ремонт [Kosmeticheskiĭ remont], gepresenteerd door de actrice Aleksandra Rebenok.
- In Italië wordt het programma uitgezonden nagesynchroniseerd in het Italiaans, met de titel  Dire, Fare, Baciare, gepresenteerd door Carla Gozzi.
- De Amerikaanse versie van het programma, Love, Lust or Run, was in 2015 en 2016 te zien op TLC met presentatie van Stacy London.